# Vesiculentomon ruseki
Vesiculentomon ruseki är en urinsektsart som beskrevs av Josef Nosek 1977. Vesiculentomon ruseki ingår i släktet Vesiculentomon och familjen lönntrevfotingar. Inga underarter finns listade i Catalogue of Life.